# Semiothisa amandata
Semiothisa amandata är en fjärilsart som beskrevs av Walker 1861. Semiothisa amandata ingår i släktet Semiothisa och familjen mätare. Inga underarter finns listade i Catalogue of Life.